# Исак-бег
Исак-бег је био Османски управитељ и војник и скопски санџакбег од 1415. до 1439. године. Он jе уџ-бег (тур. uç-bey).

## Биографија
Према доступним изворима он потиче из српске породице Хранушић из предела данашње Босне, био је ослобођен ропства и усвојио га је Паша Јигит-бег. То се касније потврдило и кроз друге изворе јер је постојала оправдана сумња да је Јигит-бег прави отац Исак-бега.
Исак је именован за управитеља од стране Порте у време освајања Фоче, Чајниче, Пљевља и Невесиња на простору данашње Босне и Херцеговине.
Током 1420. Године Исак-бег је организовао неуспешан поход на подручје данашње Босне како би пружио подршку Сандаљу Хранићу против његових непријатеља.
У покушају да ублажи османски притисак током опсаде Солуну Венеција подстакла Јована Кастриота да се побуни против Турака 1428. Након што су Турци заузели Солун у априлу 1430. њихове снаге су предвођене Исак-бегом освојиле су већину Јованових територија. Он је турске војне посаде сместио у два Јованова утврђења, а затим их потпуно уништио. У децембру 1434. године, током једне албанске побуне је кренуо је са војском ка централној и јужној Албанији, али га је поразио Ђорђе Аријанит Комнин. Савремени извори из сената Дубровачке републике напомињу да су многи турски војници били заробљени, док је Исак-бег побегао са малом групом војника.
Године 1439, када се враћао са свог пута у Меку, од султана је добио наређење да се придружи снагама Шахабедин паше и опколи Новог Брда, важно утврђење и рударски град Српске деспотовине. Након тога 6. августа 1439. османске снаге под Исак-бегом победиле су снаге српске деспотовине у борби која се водила недалеко од Новог Брда. У новембру 1443. командовао је једаним делом турске војске током битке код Ниша која се завршила османским поразом.
Султан је именовао Химетизаде Несух-бега за новог управитеља Босанског крајишта у периоду између 1439. и 1454. године, када је Иса-бег Исаковић, син Исак-бега и управник Скопског крајишта преузео управу над Босанским крајиштем, такође након периода 1454-1463. Изградио је Исак-бегову џамију у Скопљу, где је и сахрањен.